# Hepomadus glacialis
Hepomadus glacialis är en kräftdjursart som beskrevs av Charles Spence Bate 1881. Hepomadus glacialis ingår i släktet Hepomadus och familjen Aristeidae. Inga underarter finns listade i Catalogue of Life.